# メルフォート (サスカチュワン州)
メルフォート（英: Melfort）は、カナダ・サスカチュワン州中央部にある市。プリンス・アルバートの南東約95km、サスカトゥーンから北東約172km、レジャイナから北約280kmの位置にある。
1980年にサスカチュワン州12番目の市となった。かつては「オーロラの都市」と呼んでいたが、近年は他の観光産業への拡張を考慮し市は「Play Melfort」という標語を使用している。

## 歴史
カナディアン・ノーザン鉄道の測量関連で訪れた入植者たちは、現在のメルフォートの場所から数キロ南東のストーニー・クリークの河岸に定住し始めた。
メルフォートという名前は、初期の入植者の一人であるレジナルド・ビーティの妻で、スコットランドのアーガイルシャー州オーバンの南にあるメルフォート・エステートで生まれたメアリー・キャンベル（1856年–1916年）にちなんで名付けられた。
メルフォートの最初の郵便局は、1892年8月1日にノースウエスト準州の暫定地区でベンジャミン・ロスウェルを最初の郵便局長として設立された。
メルフォートは1903年11月4日に村となり、1907年7月1日に町として認可された。1980年9月2日にサスカチュワン州の第12の市となった。

## 経済
メルフォート農業研究局は近辺で数多くある農業関連産業のひとつである。
1935年に連邦政府によりメルフォート研究農場が設立され、現在はサスカチュワン研究センター（SRC）の一機関である。SRCは連邦政府の農業・農産食料省の研究機関の19支局のひとつである。
またメルフォートはダイヤモンド採掘探索地区でもあり、2012年より採鉱が開始されている。